# Japan op de Olympische Winterspelen 1984
Tijdens de Olympische Winterspelen van 1984, die in Sarajevo (Joegoslavië) werden gehouden, nam Japan voor de twaalfde keer deel.

## Medailleoverzicht
| Sport     | Olympiër           | Discipline | Medaille |
| --------- | ------------------ | ---------- | -------- |
| Schaatsen | Yoshihiro Kitazawa | 500 m (m)  | Zilver   |

## Deelnemers en resultaten

### Alpineskiën
| Olympiër        | Discipline       | Resultaat | Prestatie                        |
| --------------- | ---------------- | --------- | -------------------------------- |
| Shinya Chiba    | afdaling (m)     | 28e       | 1.49,02 (+3,43)                  |
| Shinya Chiba    | reuzenslalom (m) | 30e       | 2.53,18 (+12,00) 1.25,67+1.27,51 |
| Naomine Iwaya   | reuzenslalom (m) | 25e       | 2.49,69 (+8,51) 1.25,02+1.24,67  |
| Naomine Iwaya   | slalom (m)       | dnf-1     | opgave run 1                     |
| Toshihiro Kaiwa | reuzenslalom (m) | 26e       | 2.49,97 (+8,79) 1.24,92+1.25,05  |
| Toshihiro Kaiwa | slalom (m)       | 12e       | 1.43,87 (+4,46) 53,61+50,26      |
| Osamu Kodama    | reuzenslalom (m) | 27e       | 2.50,21 (+9,03) 1.24,81+1.25,40  |
| Osamu Kodama    | slalom (m)       | dq-2      | diskwalificatie run 2            |

### Biatlon
| Olympiër                                                        | Discipline             | Resultaat | Prestatie                                                                                        |
| --------------------------------------------------------------- | ---------------------- | --------- | ------------------------------------------------------------------------------------------------ |
| Shoichi Kinoshita                                               | 10 km (m)              | 30e       | 34.12,2 (+3.18,4) pen.: 1 (1 / 0)                                                                |
| Shoichi Kinoshita                                               | 20 km (m)              | 39e       | 1:23.49,8 (+11.57,1) pen.: 7 (1 / 2 / 1 / 3)                                                     |
| Yoshinobu Murase                                                | 10 km (m)              | 43e       | 35.35,9 (+4.42,1) pen.: 3 (1 / 2)                                                                |
| Yoshinobu Murase                                                | 20 km (m)              | 38e       | 1:23.39,1 (+11.46,4) pen.: 6 (2 / 1 / 0 / 3)                                                     |
| Isao Yamase                                                     | 10 km (m)              | 47e       | 35.57,0 (+5.03,2) pen.: 4 (2 / 2)                                                                |
| Isao Yamase                                                     | 20 km (m)              | 42e       | 1:25.09,6 (+13.16,9) pen.: 7 (1 / 3 / 2 / 1)                                                     |
| Isao Yamase Shoichi Kinoshita Yoshinobu Murase Hiroyuki Deguchi | 4x7,5 km estafette (m) | 15e       | 1:51.43,10 (+12.51,4) pen.: 1-16 (1-5 / 0-4 / 0-5 / 0-2) (29.08,6 / 27.35,1 / 27.31,5 / 27.27,9) |

### Bobsleeën
| Olympiër                                                | Discipline             | Resultaat | Prestatie                                        |
| ------------------------------------------------------- | ---------------------- | --------- | ------------------------------------------------ |
| Hiroshi Okachi Yuji Yaku                                | 2-mansbob (m) Japan I  | 20e       | 3.32,96 (+7,40) (53,29 / 53,37 / 53,15 / 53,15)  |
| Yuji Funayama Satoshi Sugawara                          | 2-mansbob (m) Japan II | 27e       | 3.36,13 (+10,57) (54,52 / 54,23 / 53,50 / 53,88) |
| Hiroshi Okachi Yuji Yaku Yuji Funayama Satoshi Sugawara | 4-mansbob (m) Japan I  | 24e       | 3.28,75 (+8,53) (51,97 / 52,01 / 52,40 / 52,37)  |

### Kunstrijden
| Olympiër                       | Discipline | Resultaat | Prestatie                                                        |
| ------------------------------ | ---------- | --------- | ---------------------------------------------------------------- |
| Masaru Ogawa                   | mannen     | 14e       | 29,2 punten (verpl. figuren: 16 - korte kür: 14 - lange kür: 14) |
| Masako Kato                    | vrouwen    | 19e       | 38,8 punten (verpl. figuren: 21 - korte kür: 18 - lange kür: 19) |
| Noriko Sato Tadayuki Takahashi | ijsdansen  | 17e       | 33,0 punten (verpl. dans: 16 - org. dans: 16 - vrije dans: 17)   |

### Langlaufen
| Olympiër                                                   | Discipline            | Resultaat | Prestatie                                                    |
| ---------------------------------------------------------- | --------------------- | --------- | ------------------------------------------------------------ |
| Yusei Nakazawa                                             | 15 km (m)             | 56e       | 46.38,6 (+5.13,0)                                            |
| Kazunari Sasaki                                            | 15 km (m)             | 47e       | 46.04,8 (+4.39,2)                                            |
| Kazunari Sasaki                                            | 50 km (m)             | dnf       | opgave                                                       |
| Satoshi Sato                                               | 15 km (m)             | 50e       | 46.25,5 (+4.59,9)                                            |
| Satoshi Sato                                               | 50 km (m)             | 47e       | 2:39.43,1 (+23.47,3)                                         |
| Hideaki Yamada                                             | 15 km (m)             | 43e       | 45.42,3 (+4.16,7)                                            |
| Kazunari Sasaki Hideaki Yamada Satoshi Sato Yusei Nakazawa | 4x10 km estafette (m) | 13e       | 2:06.42,5 (+11.36,2) (32.54,0 / 30.56,6 / 31.14,1 / 31.37,8) |

### Noordse combinatie
| Olympiër          | Discipline | Resultaat | Prestatie                                                                                            |
| ----------------- | ---------- | --------- | --- |
| Takahiro Tanaka   | mannen     | 20e       | 378,175 punten schans: 198,6 p 92,1 (79,5 m)+106,5 (87,0 m)+90,6 (81,0 m) 15 km: 179,575 p (51.01,5) |
| Toshiaki Maruyama | mannen     | 21e       | 373,465 punten schans: 179,4 p 81,9 (72,5 m)+88,0 (77,0 m)+91,4 (81,5 m) 15 km: 194,065 p (49.24,9)  |

### Rodelen
| Olympiër                        | Discipline | Resultaat | Prestatie                                             |
| ------------------------------- | ---------- | --------- | ----------------------------------------------------- |
| Takashi Takagi                  | mannen     | 20e       | 3.11,135 (+6,877) (48,402 / 47,527 / 47,877 / 47,329) |
| Tsukasa Hirakawa                | mannen     | 24e       | 3.11,764 (+7,506) (47,732 / 48,015 / 47,776 / 48,241) |
| Hitomi Koshimizu                | vrouwen    | 18e       | 2.54,376 (+7,806) (43,696 / 43,929 / 43,508 / 43,243) |
| Yumiko Kato                     | vrouwen    | dnf       | opgave                                                |
| Takashi Takagi Tsukasa Hirakawa | dubbel     | 12e       | 1.26,027 (+2,407) (43,047 / 42,980)                   |

### Schaatsen
| Olympiër           | Discipline   | Resultaat | Prestatie         |
| ------------------ | ------------ | --------- | ----------------- |
| Kimihiro Hamaya    | 1000 m (m)   | 17e       | 1.18,74 (+2,94)   |
| Kimihiro Hamaya    | 1500 m (m)   | 29e       | 2.03,72 (+5,36)   |
| Toshiaki Imamura   | 5000 m (m)   | 26e       | 7.38,16 (+25,88)  |
| Toshiaki Imamura   | 10.000 m (m) | 23e       | 15.23,37 (+43,47) |
| Yoshihiro Kitazawa | 500 m (m)    | Zilver    | 38,30 (+0,11)     |
| Yoshihiro Kitazawa | 1000 m (m)   | 31e       | 1.19,95 (+4,15)   |
| Akira Kuroiwa      | 500 m (m)    | 10e       | 38,70 (+0,51)     |
| Akira Kuroiwa      | 1000 m (m)   | 9e        | 1.17,49 (+1,69)   |
| Masahito Shinohara | 5000 m (m)   | 24e       | 7.37,94 (+25,66)  |
| Masahito Shinohara | 10.000 m (m) | 26e       | 15.31,70 (+51,80) |
| Yasushi Suzuki     | 500 m (m)    | 12e       | 38,92 (+0,73)     |
|                    |              |           |                   |
| Shoko Fusano       | 500 m (v)    | 22e       | 43,75 (+2,73)     |
| Shoko Fusano       | 1000 m (v)   | 22e       | 1.28,19 (+6,58)   |
| Seiko Hashimoto    | 500 m (v)    | 11e       | 42,99 (+1,97)     |
| Seiko Hashimoto    | 1000 m (v)   | 12e       | 1.26,69 (+5,08)   |
| Seiko Hashimoto    | 1500 m (v)   | 15e       | 2.12,56 (+9,14)   |
| Seiko Hashimoto    | 3000 m (v)   | 19e       | 4.53,38 (+28,59)  |
| Hiromi Ozawa       | 500 m (v)    | 16e       | 43,46 (+2,44)     |
| Hiromi Ozawa       | 1000 m (v)   | 27e       | 1.29,20 (+7,59)   |

### Schansspringen
| Olympiër          | Discipline         | Resultaat | Prestatie                                         |
| ----------------- | ------------------ | --------- | ------------------------------------------------- |
| Satoru Matsuhashi | normale schans (m) | 34e       | 177,2 punten 75,2 p. (72,0 m) + 102,0 p. (85,0 m) |
| Satoru Matsuhashi | grote schans (m)   | 20e       | 177,6 punten 98,6 p. (103,5 m) + 79,0 p. (92,0 m) |
| Masaru Nagaoka    | normale schans (m) | 22e       | 187,8 punten 101,0 p. (85,0 m) + 86,8 p. (78,0 m) |
| Masaru Nagaoka    | grote schans (m)   | 43e       | 138,8 punten 75,5 p. (92,0 m) + 63,3 p. (84,0 m)  |
| Hiroo Shima       | normale schans (m) | 45e       | 161,0 punten 78,4 p. (74,0 m) + 82,6 p. (76,0 m)  |
| Hiroo Shima       | grote schans (m)   | 51e       | 95,9 punten 44,4 p. (78,0 m) + 51,5 p. (77,0 m)   |
| Hirokazu Yagi     | normale schans (m) | 55e       | 133,2 punten 81,5 p. (75,0 m) + 51,7 p. (62,0 m)  |
| Hirokazu Yagi     | grote schans (m)   | 19e       | 179,8 punten 86,8 p. (96,5 m) + 93,0 p. (99,5 m)  |

Andorra · Argentinië · Australië · België · Bolivia · Bondsrepubliek Duitsland · Britse Maagdeneilanden · Bulgarije · Canada · Chili · China · Chinees Taipei · Costa Rica · Cyprus · Duitse Democratische Republiek · Egypte · Finland · Frankrijk · Griekenland · Groot-Brittannië · Hongarije · IJsland · Italië · Japan · Joegoslavië · Libanon · Liechtenstein · Marokko · Mexico · Monaco · Mongolië · Nederland · Nieuw-Zeeland · Noord-Korea · Noorwegen · Oostenrijk · Polen · Puerto Rico · Roemenië · San Marino · Senegal · Sovjet-Unie · Spanje · Tsjecho-Slowakije · Turkije · Verenigde Staten · Zuid-Korea · Zweden · Zwitserland